# Уайли (тауншип, Миннесота)
Уайли (англ. Wylie) — тауншип в округе Ред-Лейк, Миннесота, США. На 2000 год его население составило 72 человека.

## География
По данным Бюро переписи населения США площадь тауншипа составляет 31,3 км², из которых 31,3 км² занимает суша, водоёмов нет.

## Демография
По данным переписи населения 2000 года здесь находились 72 человека, 23 домохозяйства и 20 семей. Плотность населения —  2,3 чел./км². На территории тауншипа расположено 23 постройки со средней плотностью 0,7 построек на один квадратный километр. Расовый состав населения: 100,00 % белых.
Из 23 домохозяйств в 39,1 % воспитывались дети до 18 лет, в 78,3 % проживали супружеские пары, в 8,7 % проживали незамужние женщины и в 8,7 % домохозяйств проживали несемейные люди.
30,6 % населения — младше 18 лет, 5,6 % — в возрасте от 18 до 24 лет, 26,4 % — от 25 до 44, 20,8 % — от 45 до 64, и 16,7 % — старше 65 лет. Средний возраст — 36 лет. На каждые 100 женщин приходилось 94,6 мужчин. На каждые 100 женщин старше 18 приходилось 108,3 мужчин.
Средний годовой доход домохозяйства составлял 36 250 долларов, а средний годовой доход семьи —  40 938 долларов. Средний доход мужчин —  26 250  долларов, в то время как у женщин — 21 250. Доход на душу населения составил 12 959 долларов. За чертой бедности находились 10,5 % семей и 10,9 % всего населения тауншипа, из которых 20,0 % старше 65 лет.